# Tom y Jerry en Nueva York
Tom y Jerry en Nueva York (en inglés: Tom and Jerry in New York) es una serie de televisión estadounidense de animación de 2021, estrenada en HBO Max, producida por Warner Bros. Animation y Renegade Animation, basada en los personajes de Tom y Jerry creados por William Hanna y Joseph Barbera en 1940. La serie sigue las aventuras de un gato llamado Tom en su búsqueda de atrapar a un ratón llamado Jerry. Los capítulos se basan en la serie original pero diferentes, distintos y emitidos en formato HD.
Los efectos de sonido utilizados para Tom y Jerry son de las grabaciones originales que William Hanna hizo para los personajes entre los años de 1940 y 1950.

## Historia
Ambientada después de los eventos de la película de 2021 , la serie sigue a Tom y Jerry viviendo nuevas aventuras en el Royal Gate Hotel y por toda la ciudad de Nueva York.

## Episodios

### Temporada 1 (2021)
1. Quiero ese anillo / Ven a volar conmigo / El problema de la goma de mascar / Mascarada
2. Museo Pacífico / Ven aquí, gatito gatito / Los chicos listos de la calle / La historia del camaleón
3. El Gato Telepático / Los Zapateros / Es Un Obsequio / Molestando Al Portero
4. El Gran Robo De Las Donas / El Submarino / Viaje Entre Carteleras / Confusión De Jardinería
5. Los Robots De Servicio A La Habitación / La Aventura En Coney Island
6. Pelo De Gato / ¡Shhh! / Canción Chispeante / El Centavo De La Suerte De Quacker
7. El Osito De Spike / Un Loco Viaje A Suiza / El Equipo De Ensueño / El Soldado Tom

### Temporada 2 (2021)
1. El Mejor De Todos / El Doble De Tom / El Surfista Supremo / El Gato Kabuki
2. Problemas De Monos / El Campeonato De Perros / Día Nevado / Toots, La Terrible
3. Un Día En El Spa / El Dignatario Peludo / El Año De Ratón / Los Sobrinos De Jerry
4. Los Ladrones Tom Y Jerry / La Oruga Y El Ratón / El Flautista De Herlem / Jerry El Perezoso
5. El Inspector De Salud / El Juego De Golf / Tom Y Los Cisnes / El Rey Spike, El Primero Y Último
6. El Planeta De Los Ratones / La Esfera Divertida / La Gran Manzana / Los Flamencos

## Personajes
- Tom: el  gato azul que siempre está persiguiendo al ratón Jerry (Aunque a veces son amigos en algunos episodios). Algunas veces toma el papel de antagonista. También es el rival de Butch, ya que suelen pelearse y entrar en competencia por ganarse el corazón de Toodles o por atrapar a Jerry.
- Jerry: el  ratón marrón que siempre está huyendo del gato Tom (Aunque en otros episodios, suelen llevarse bien). Y raras veces toma el papel de antagonista por algunos episodios.
- Spike: el perro bulldog al igual que la serie de El show de Tom y Jerry que castiga a Tom con golpes y palizas cada vez que cause lío o cuando intenta perseguir a Jerry, pero a veces forma alianza con Tom cada vez que Jerry toma el papel de antagonista en otros episodios. Rara vez, él actúa como guardaespaldas para Jerry.
- Tyke: un pequeño perro que es el hijo de Spike.
- Rick: el propietario de la casa de Tom, Jerry y Spike, es el esposo de Ginger.
- Ginger: la propietaria de la casa de Tom, Jerry y Spike, es la esposa de Rick.
- Patito Quacker: un pato amarillo que es el mejor amigo de Jerry.
- Tuffy: un ratón gris que es sobrino de Jerry.